# Acontia expolita
Acontia expolita là một loài bướm đêm trong họ Noctuidae.